# Nationaal park Aulavik
Het Nationaal park Aulavik (Engels: Aulavik National Park) is een nationaal park in Canada. Het ligt in op het Bankseiland, in de Northwest Territories. Het park werd opgericht in 1992 en heeft een oppervlakte van 12.200 km² en is het best te bereiken via vliegtuig. Het park is bekend voor de Thomsen River, de meest noordelijke bevaarbare rivier van Noord-Amerika. Het landschap is een soort poolwoestijn.
Het park heeft de hoogste concentratie muskusossen ter wereld. Er leven tussen de 68.000 en 80.000 dieren op het eiland, waarvan zo'n 20% in het park. De bedreigde Peary kariboe leeft er eveneens, alsook de meer voorkomende toendra kariboe. De alpensneeuwhoen en raaf zijn de enige vogels die het hele jaar door in het park wonen. Er zijn zo'n 43 soorten die wel tijdelijk in het park verblijven. Verder leven er ook lemmingen, poolhazen, poolvossen en wolven. Roofvogels in het park zijn sneeuwuilen, ruigpootbuizerds, giervalken en slechtvalken, die zich voornamelijk met lemmingen voeden. In het park groeien geen bomen.